# Puolasaari (ö i Södra Savolax, S:t Michel, lat 61,32, long 27,27)
Puolasaari är en ö i Finland. Den ligger i sjön Hämeenjärvi och i kommunen Sankt Michel i den ekonomiska regionen  S:t Michel och landskapet Södra Savolax, i den södra delen av landet, 180 km nordost om huvudstaden Helsingfors. Öns area är 0,4 hektar och dess största längd är 90 meter i sydöst-nordvästlig riktning.